# 孟德斯鸠-沃尔韦斯特
孟德斯鸠-沃尔韦斯特（法語：Montesquieu-Volvestre）是法国上加龙省的一个市镇，属于米雷区和欧特里沃县（Auterive）。该市镇总面积59.82平方公里，2009年时的人口为2881人。

## 人口
孟德斯鸠-沃尔韦斯特人口变化图示